# Dauria (regione storica)
La Dauria (in russo Даурия) o Transbajkalia (in russo Забайка́лье, Zabajkal'e) è una regione geografica della Siberia Orientale.

## Geografia
La regione si trova tra il lago Bajkal e il corso superiore dell'Amur. Spesso viene considerata parte di essa anche la regione nord-orientale della Mongolia. Essa si estende in direzione nord-sud per circa 1000 chilometri, dall'altopiano del Patom e dall'altopiano del Bajkal settentrionale fino al confine russo, e per altri 1000 chilometri circa da ovest ad est, dal lago Bajkal fino al punto in cui la Šilka e l'Argun' confluiscono a formare l'Amur. Deve il nome al popolo mongolo dei Daur, che in passato abitava questa regione. Le sue città più importanti sono Čita e Ulan-Udė.
Il paesaggio ha per lo più il carattere di una bassa catena montuosa con ampie vallate comprese tra le creste dei monti, attraverso le quali scorrono i fiumi Šilka, Onon, Ingoda e Argun, tutti quanti appartenenti al bacino idrografico dell'Amur.
La zona è ricca di risorse naturali. Vicino a Krasnokamensk, nei pressi del confine russo-cinese, vi sono importanti miniere di uranio e impianti per la sua lavorazione.
I confini della regione storica della Transbajkalia non coincidono con quelli del territorio della Transbajkalia, un'entità politica della Federazione Russa che comprende solamente le due ex unità amministrative dell'oblast' di Čita e del circondario di Aga Buriazia, ma non il Territorio della Repubblica autonoma di Buriazia e l'oblast' di Irkutsk, i cui confini si sovrappongono in parte a quelli della Dauria. All'epoca dell'Impero russo, la Transbajkalia costituiva un oblast' a sé, con capoluogo Nerčinsk prima e Čita poi. L'area fece anche parte della Repubblica dell'Estremo Oriente, di breve durata (1920-1922).

## Clima
Il clima è rigorosamente continentale. Gli inverni sono lunghi e rigidi. Le temperature medie di gennaio variano da -23 °C a sud a -33 °C a nord e sud-est. La temperatura più bassa qui misurata è stata di -58 °C. Le estati sono calde e, sulle montagne più alte, fresche. Le temperature medie di luglio oscillano tra 10 e 20 °C nelle vallate e tra 5 e 7 °C alle quote intorno ai 2500 m. Le precipitazioni aumentano procedendo da sud-est a nord-ovest, così come dalle vallate (300 mm di precipitazioni annue) alle creste più alte (fino a 1000 mm di precipitazioni annue).

## Flora e fauna
La Dauria è situata nella fascia di transizione tra la zona della steppa a sud e la zona boreale a nord. La vegetazione spontanea è costituita da praterie, steppe boscose e foreste.
Oggi il termine «Dauria» viene utilizzato principalmente in biogeografia. Alcune delle specie qui presenti devono alla zona di origine il proprio epiteto specifico, come nel caso della taccola di Dauria (Coloeus dauuricus), della rondine rossiccia (Cecropis daurica), della starna asiatica (Perdix dauurica) e del riccio di Dauria (Mesechinus dauuricus), o il proprio nome comune, nel caso del larice di Dauria (Larix gmelinii). La riserva naturale di Dauria è stata istituita per proteggere in particolare una specie originaria di qui, la gazzella della Mongolia.
Sotto la dicitura Landscapes of Dauria (Paesaggi della Dauria; in russo Ландшафты Даурии, Landšafty Daurii) alcune parti della regione in Russia e Mongolia sono state aggiunte alla lista dei patrimoni dell'umanità dell'UNESCO nel 2017. I criteri che hanno portato a questa scelta sono stati il carattere particolare dell'evoluzione degli ecosistemi qui presenti e il ruolo importante che rivestono per un gran numero di specie animali e vegetali, comprese molte specie minacciate. La riserva naturale di Dauria fa parte dell'area dichiarata patrimonio dell'umanità.